# Ed Gein
Edward Theodore „Ed” Gein (n. 27 august 1906, La Crosse, Wisconsin  - d. 26 iulie 1984, Madison, Wisconsin) a fost unul dintre cei mai faimoși criminali din istoria Statelor Unite, în ciuda faptului că doar două crime au fost dovedite, brutalitatea lor a șocat o lume întreagă.

## Biografie
Tatăl său, George Philip (1873-1940), a fost un alcoolic care adesea rămânea fără un loc de muncă. Mama sa, Augusta Wilhelmine (născută Lehrke) Gein (1878-1945), care era de origine prusacă, fiind fanatică religios, a interzis copiilor săi să interacționeze cu alți copii, de asemenea i-a învățat că tot ce este legat de sex este rău și că toate femeile (mai puțin ea) sunt malefice. Ed avea un frate mai mare, Henry George Gein (1901-1944).
Moartea tuturor membrilor familiei în anii 1940 a lăsat urme adânci asupra lui Ed.
După ce mama sa a murit la 29 decembrie 1945,  Ed, care trăia acum singur la fermă,  a început să citească cu aviditate  cărți de anatomie și povestiri despre atrocitățile comise de naziști în timpul celui de-al doilea război mondial, dobândind o varietate de informații despre exhumare, de asemenea îi plăcea să citească ziarul local, în special secțiunea necrologuri. Cu timpul a început să jefuiască mormintele proaspete ale femeilor, deși mai târziu în cadrul anchetelor, el a jurat că nu întreținut relații sexuale cu cadavrele deoarece "miroseau prea rău" potrivit propriilor cuvinte. Unele dintre cadavre le-a luat acasă și în curând a avut o colecție deosebită de cranii și capete retezate, care atârnau pe pereți. Gagne avea, de asemenea, un costum din piele feminin, pe care îl purta prin casă.
La 8 decembrie 1954 Gein a ucis-o pe Mary Hogan, proprietara unui restaurant local; iar la 16 noiembrie 1957 pe Bernice Worden, acestea fiind singurele sale crime care au fost dovedite. În noiembrie 1957, poliția decide să caute în casa Gein și face imediat prima descoperire sinistră - corpul eviscerat și mutilat al Bernicei Worden se afla într-un șopron al lui Gein. Corpul mutilat atârna pe perete ca trofeul unui cerb, iar în toată casa  era o duhoare teribilă.
Gein a fost arestat, iar autoritățile au decis să scoată proprietatea la licitație pentru a fi vândută. Cu toate acestea la 20 martie 1958 casa lui Gein  a ars din temelii, dar autorii nu au fost niciodată găsiți. Când Gein, care era închis la Dodge Correctional Institution, Central State Hospital for the Criminally Insane, aflând de incident, a spus doar trei cuvinte: Just as well ("Așa să fie!")
La 26 iulie 1984, Gein a murit de insuficiență respiratorie la vârsta de 77 de ani în Institutul de Sănătate Mintală Mendota din Madison, Wisconsin. Mormântul său din Cimitirul Plainfield a fost vandalizat frecvent de-a lungul anilor; iar doritorii de suveniruri au cioplit bucăți din lespede înainte ca cea mai mare parte a sa să fie furată în 2000. Piatra funerară a fost recuperată în iunie 2001 în apropiere de Seattle și este acum depozitată la Departamentul Șerifului din Comitatul Waushara.

## În cultura populară
Biografia sa a fost sursă de inspirație pentru mai multe filme artistice:
- Deranged (1974)
- In the Light of the Moon (2000) lansat în SUA ca Ed Gein (2001)
- Ed Gein: The Butcher of Plainfield (2007)
- Hitchcock (2012).

Gein a servit și ca model pentru câteva personaje fictive de cărți și filme, cele mai notabile fiind:
- Norman Bates (seria Psycho)
- Leatherface (seria The Texas Chainsaw Massacre)
- Jame Gumb (The Silence of the Lambs)
- Bloody Face ("American Horror Story: Asylum")